# Triticum
El término trigo (Triticum spp.) designa al conjunto de cereales, tanto cultivados como silvestres, que pertenecen al género Triticum; se trata de plantas anuales de la familia de las gramíneas, ampliamente cultivadas en todo el mundo. La palabra designa tanto a la planta como a sus semillas comestibles, tal como ocurre con los nombres de otros cereales.
El trigo es uno de los tres granos más producidos a nivel mundial, junto al maíz y el arroz. En 2013, la producción mundial fue de 713 millones de toneladas, es decir, ocupó el tercer lugar, después del maíz (1016 millones) y el arroz (745 millones) y el más ampliamente consumido por la población occidental desde la antigüedad. El grano del trigo, mediante su moltura, es utilizado para hacer harina, harina integral, sémola, y multitud de productos alimenticios derivados como el pan. Más del 90 % del trigo producido es el denominado trigo harinero, perteneciente a la especie Triticum aestivum.
La palabra «trigo» proviene del vocablo latino triticum, que significa «triturado», de la raíz latina terere, «frotar», «desgastar», «triturar». Triticum significa, por lo tanto, «lo que se tritura»; tal como el mijo deriva del latín milium, que significa «molido, molturado», o sea, «el grano que es necesario moler para poder ser consumido». El trigo (triticum) es, por lo tanto, una de las palabras más ancestrales para denominar a los cereales (las que se referían a su trituración o molturación).

## Historia

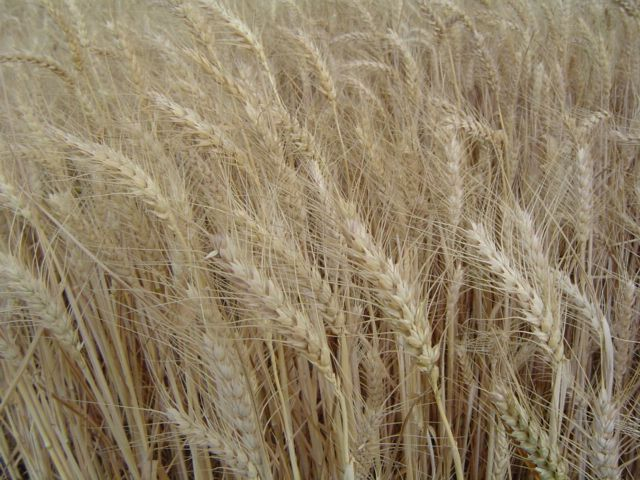
Variedad de trigo candeal.

El trigo tiene sus orígenes en la antigua Mesopotamia. Las evidencias arqueológicas más antiguas del cultivo de trigo vienen de Siria, Jordania, Turquía, Palestina e Irak. Hace alrededor de ocho mil años, una mutación o una hibridación ocurrió en el trigo silvestre, dando por resultado una planta tetraploide con semillas más grandes, la cual no podría haberse diseminado con el viento. Existen hallazgos de restos carbonizados de granos de trigo almidonero (Triticum dicoccoides) y huellas de granos en barro cocido en Jarmo (Irak septentrional), que datan del año 6700 a. C.
El cultivo del trigo por iniciativa de los humanos provocó una auténtica revolución neolítica agrícola en el denominado creciente fértil. El humano pasó de una alimentación basada en la caza y la recolección a una dieta con un alto contenido en cereales. Este cambio de la alimentación se ha producido a un ritmo muy rápido en un plazo de tiempo muy corto desde el punto de vista evolutivo, puesto que la humanidad existe desde hace unos trescientos mil años. No obstante, nuestro genoma y fisiología no se han modificado apenas durante los últimos diez mil años y nada en absoluto en los últimos entre cuarenta y cien años.
Simultáneamente, se desarrolló la domesticación de la oveja y la cabra, especies salvajes que habitaban la región, lo cual permitió el asentamiento de la población y, con ello, la formación de comunidades humanas más complejas, como lo demuestra también el surgimiento de la escritura, concretamente la escritura cuneiforme, creada por los sumerios, y, por tanto, el principio de la historia y el fin de la prehistoria. (Véase: Historia del pan).

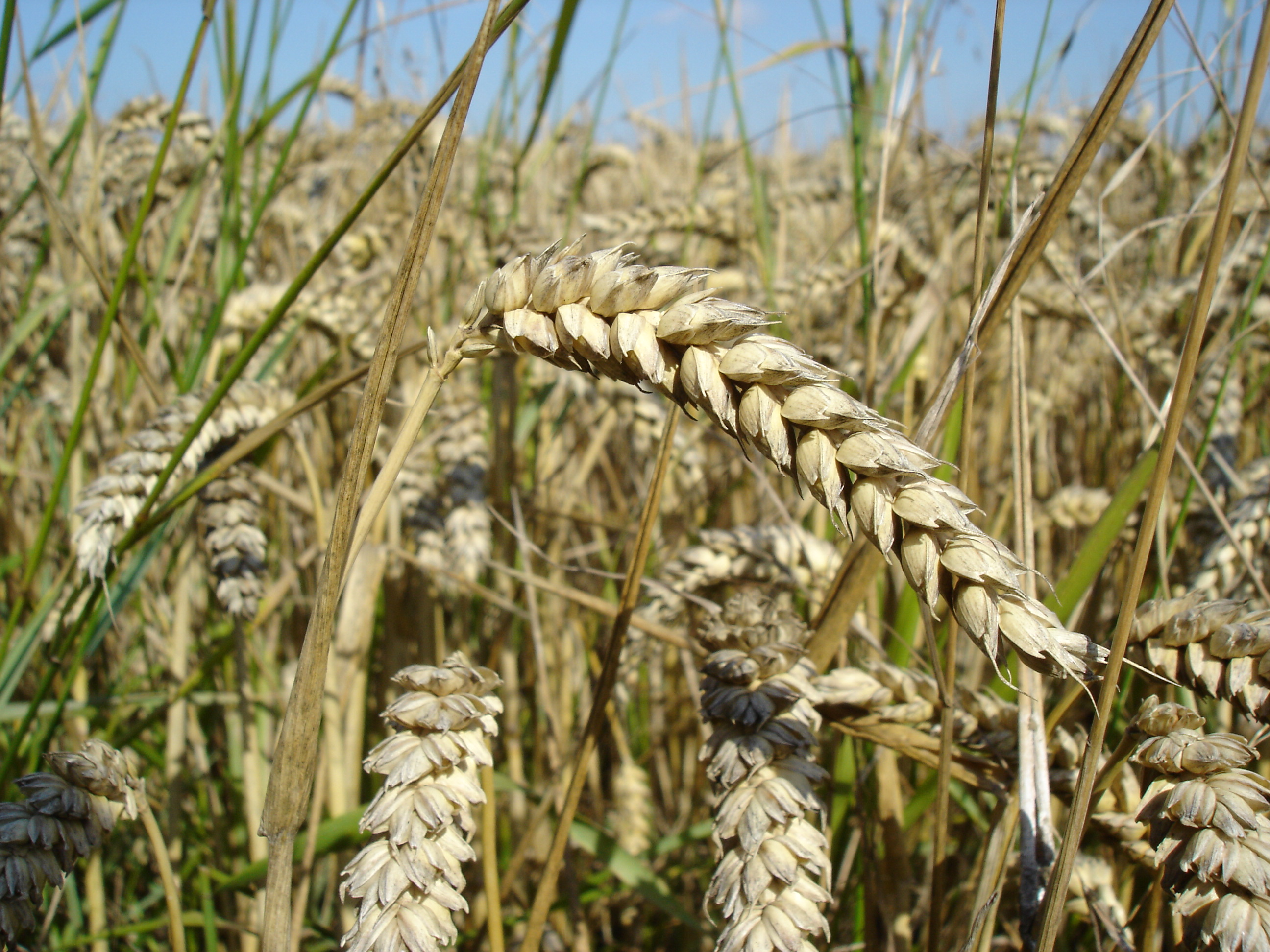
Espigas de trigo.

La agricultura y la ganadería nacientes exigían un cuidado continuo, lo que generó una conciencia acerca del tiempo y las estaciones, obligando a estas pequeñas sociedades a guardar provisiones para las épocas menos generosas, teniendo en cuenta los beneficios que brinda el grano de trigo al facilitar su almacenamiento durante temporadas considerables.
La semilla de trigo fue introducida a la civilización del antiguo Egipto para dar inicio a su cultivo en el valle del Nilo desde sus primeros periodos y de allí a las civilizaciones griega y romana. La diosa griega del pan y de la agricultura se llamaba Deméter, cuyo nombre significa «diosa madre», su equivalente en la Mitología romana es Ceres, de donde surge la palabra «cereal».
En Roma, el gobierno aseguraba el mantenimiento de los ciudadanos sin posibilidades económicas abasteciendo trigo a un bajo precio y regulando la molienda y fabricación del pan, ya que era una práctica común su racionamiento. La molienda y la cocción eran actividades que se realizaban en forma conjunta, de tal forma que se diseñaban en la antigua Roma molinos - hornos con una alta capacidad de producción.

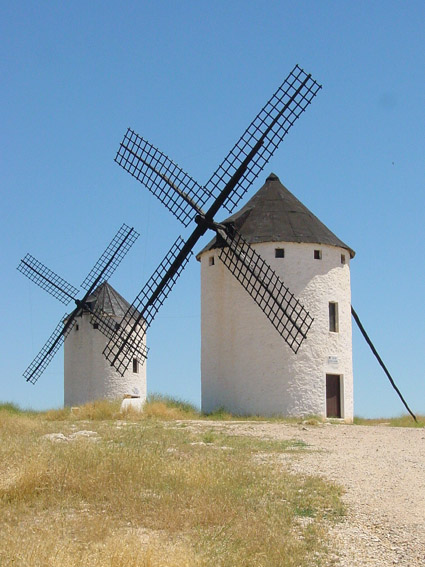
Molinos de viento.

El consumo del trigo y de pan en el Imperio romano revistió una gran importancia que también se confirma en la Biblia, ya que de acuerdo con las traducciones más exactas es posible contar en su texto 40 veces la palabra «trigo», 264 veces la palabra «pan» y 17 veces la palabra «panes», acepciones estas últimas que pueden referirse a pan de trigo o pan de cebada (como era común en aquella época), aunque en las citas bíblicas son frecuentemente utilizadas para referirse al concepto más amplio del conjunto de cosas que se requieren para vivir, como en la expresión «ganarse el pan». En la parábola del sembrador se hace referencia a la adulteración de los granos, comparando el trigo (la bondad) con la cizaña (la maldad).
El trigo fue introducido en América por los colonizadores españoles. Un esclavo de Hernán Cortés, encontrando tres granos de trigo en una bolsa de arroz, enviado desde España, los conservó bien y los plantó en 1529. De estos, el trigo del Nuevo Mundo se habría derivado.
Hasta el siglo XVII no se presentaron grandes avances en los métodos de cultivo y procesamiento del trigo. En casi toda Europa se cultivó el grano de trigo, aunque en algunas regiones fueron preferidos el centeno y la cebada (especialmente en el norte). La invención del molino de viento generó una nueva fuente de energía, pero por lo demás no variaron los métodos de trabajo utilizados.
A finales del siglo XVIII se presentaron algunos desarrollos mecánicos en el proceso de molinería como aventadores, montacargas y métodos modernos para transmisión de fuerza, con lo cual se aumentó la producción de harina.
En el siglo XIX aparece el molino de vapor con rodillos o cilindros de hierro que representó un cambio radical en la molienda. El cultivo del trigo fue aumentando a la par con estos y muchos otros desarrollos tecnológicos que permitieron mejorar el rendimiento de la planta y llegar a diversas regiones del planeta como Norteamérica y Oceanía.
A raíz de las dos guerras mundiales se hizo evidente la necesidad de aumentar la producción agrícola, para satisfacer la creciente demanda de alimentos de la población. Las estrategias puestas en práctica para solucionar este problema, que culminaron durante la denominada revolución verde (segunda mitad del siglo XX), fueron un éxito en cuanto a la producción pero no dieron suficiente relevancia a la calidad nutricional. Las especies fueron seleccionadas para conseguir variedades resistentes a climas extremos y a las plagas, con alto contenido en gluten, cuyas propiedades viscoelásticas y adhesivas únicas son muy demandadas por la industria alimentaria, pues facilitan la preparación de masas, alimentos elaborados y diversos aditivos. El proyecto fue un éxito en relación con la producción, con tasas actuales que superan los setecientos millones de toneladas por año, pero provocó un cambio drástico en la genética del trigo.
El mayor productor mundial de trigo fue por muchos años la Unión Soviética, la cual superaba las cien millones de toneladas de producción anuales. Actualmente China representa la mayor producción de este cereal con unos noventa y seis millones de toneladas (16 %), seguida por la India (12 %) y por Estados Unidos (9 %).

### Trigo moderno

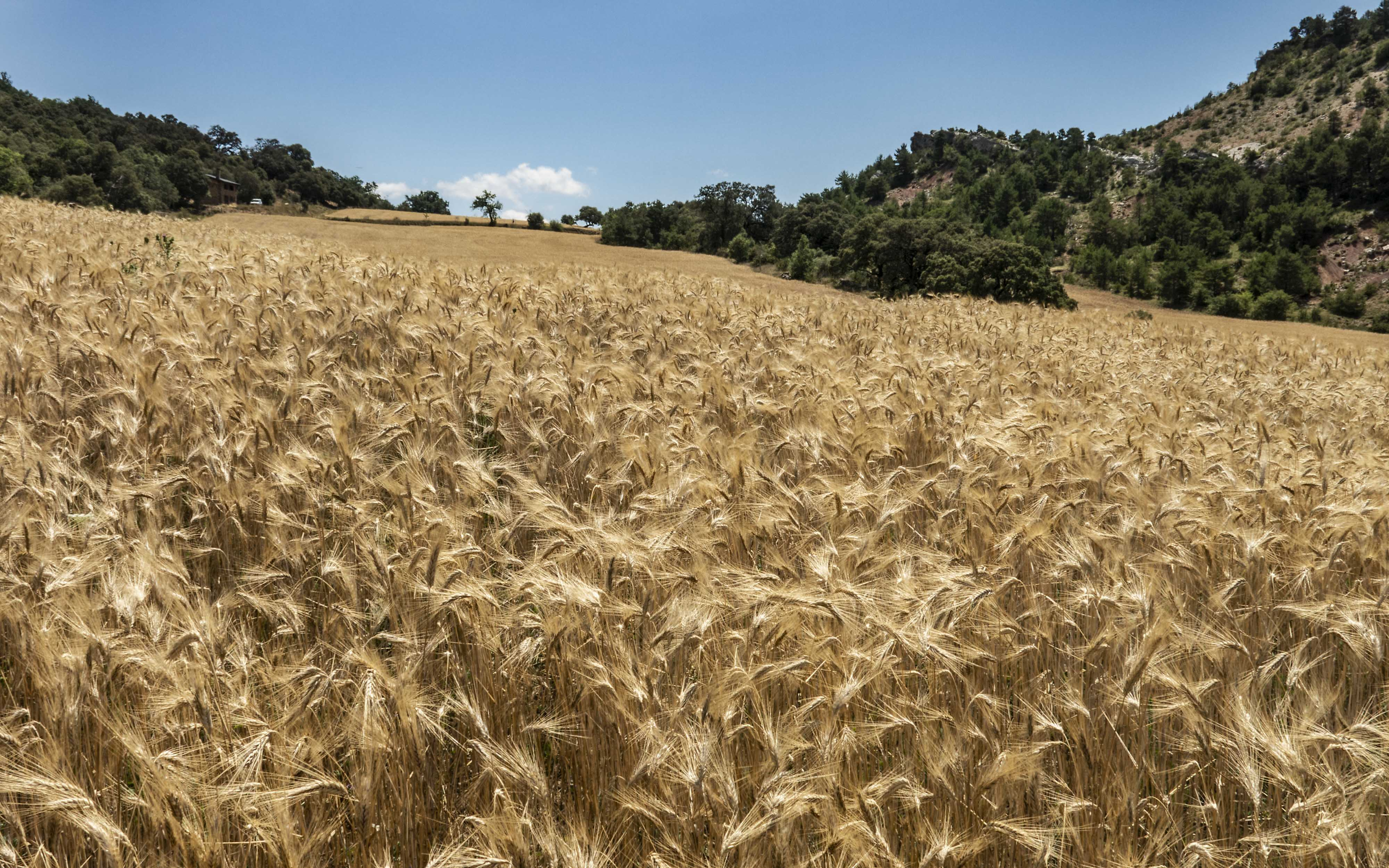
Campo de trigo moderno al lado de una borda pirenaica (Isábena)

La mayor parte del trigo corresponde a la especie Triticum aestivum, también llamado trigo común o panero; también se cosechan entre 35 y 40 millones de toneladas de Triticum turgidum o trigo túrgido. Debido a que la mayor parte del trigo se consume bajo la forma de alimentos procesados, han sido sus cualidades para el uso en la industria alimenticia las que guiaron el desarrollo de sus características actuales, razón por la cual se emplean variedades con alto contenido en gluten. Como los animales no somos capaces de sintetizar por nosotros mismos los aminoácidos esenciales, la cualidad nutricional de los alimentos se suele determinar a partir de la presencia de estos aminóacidos. En el trigo se encuentran en cantidades aceptables nueve de los diez aminoácidos esenciales, sin embargo es comúnmente aceptada su carencia de lisina, siendo esta carencia mayor en la harina blanca; esta falta de lisina va en contraposición a la alta cantidad de glutamina y prolina, y contrasta con una presencia mayor en otros granos. Al menos desde 1964 hay esfuerzos por lograr variedades altas en lisina, con alta dificultad por efectos pleiotrópicos.
Sin embargo, el trigo es también responsable de una importante cantidad de la fibra consumida en la dieta actual; este consumo de fibra ha sido relacionado con una reducción en el riesgo de desarrollar enfermedades cardiovasculares, diabetes tipo 2 y algunas formas de cáncer, particularmente el cáncer de colorrectal.
El exceso de gluten por su parte ha sido relacionado con una capacidad inmunogénica y citotóxica probablemente mayor, capaz de atravesar tanto la barrera intestinal como la barrera hematoencefálica y acceder al cerebro, aunque sin evidencias de perjuicios para la salud.

### Nutrición
El trigo tiene, aproximadamente, la siguiente composición: 71% azúcares, 13% agua, 13% proteínas, 12% fibra y 2% grasas. Entre el 75% y el 80% del contenido proteico se encuentra en forma de gluten. En una cantidad de referencia de 100 gramos, el trigo proporciona 1368 kilojulios (327 kilocalorías) de energía y es una fuente rica en múltiples minerales, incluidos manganeso, fósforo, magnesio, zinc y hierro. Las vitaminas del grupo B como la niacina, la tiamina y la vitamina B6 están presentes en cantidades significativas.
El trigo es una fuente importante de proteína vegetal en la dieta humana, ya que tiene un contenido proteico relativamente alto en comparación con otros cereales de consumo habitual.Sin embargo, las proteínas del trigo pueden ser de baja calidad para la nutrición humana, según el método de evaluación de la calidad de las proteínas «DIAAS» (siglas en inglés para el Índice de Aminoácidos Indispensables Digestibles).Aunque contienen cantidades adecuadas de los otros aminoácidos esenciales, las proteínas del trigo son deficientes en el aminoácido esencial lisina. Debido a que las proteínas presentes en el endospermo del trigo (proteínas del gluten) son particularmente pobres en lisina, las harinas blancas son más deficientes en lisina en comparación con los granos integrales. El los últimos años se están llevando a cabo investigaciones en el área de la mejora vegetal para tratar de desarrollar variedades de trigo ricas en lisina.  Habitualmente se combina el consumo de trigo con otros alimentos para compensar las carencias de una dieta basada casi exclusivamente en trigo, como las legumbres debido a la importancia de ingerir una dieta completa en cuanto a aminoácidos se refiere.

## La planta
El trigo crece en ambientes con las siguientes características:
- Clima: temperatura mínima de 3 °C y máxima de 30 a 33 °C, siendo una temperatura óptima entre 10 y 25 °C.[32]
- Humedad: requiere una humedad relativa de entre el 40 y el 70 %; desde el espigamiento hasta la cosecha es la época que tiene mayores requerimientos en este aspecto, ya que exige una humedad relativa entre el 50 y el 60 % y un clima seco para su maduración.[32]
- Agua: tiene unos bajos requerimientos de agua, ya que se puede cultivar en zonas donde caen precipitaciones entre 25 y 2800 mm anuales de agua, aunque un 75 % del trigo crece entre los 375 y 800 mm. La cantidad óptima es de 400-500 mm/ciclo.[32]
- Suelo: los mejores suelos para su crecimiento deben ser sueltos, profundos, fértiles y libres de inundaciones, y deben tener un pH entre 6.0 y 7.5; en terrenos muy ácidos es difícil lograr un adecuado crecimiento.[32]

La siembra en cultivos rotativos de trigo ayuda a mejorar la estructura de estos, y les proporciona mayor aireación, permeabilidad y retención de humedad.

### Morfología

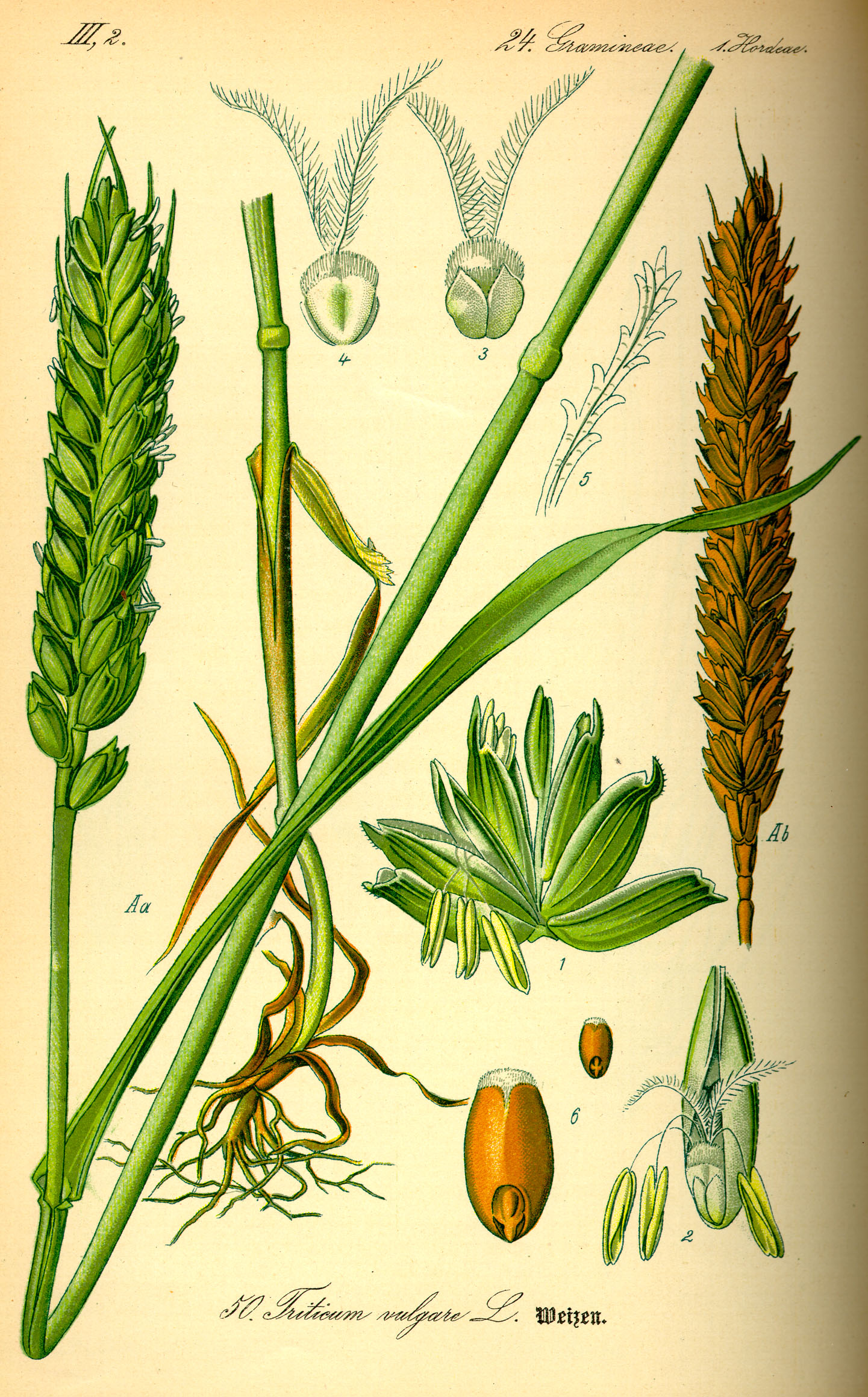
Ilustración morfología de la planta de trigo.

Las partes de la planta de trigo se pueden describir de la siguiente manera:

#### Raíz
El trigo posee una raíz fasciculada o raíz en cabellera, es decir, con numerosas ramificaciones, las cuales alcanzan en su mayoría una profundidad de 25 cm, llegando algunas de ellas hasta un metro de profundidad.

#### Tallo
El tallo del trigo, de tipo herbáceo, es una caña hueca con seis nudos que se alargan hacia la parte superior, alcanzando 0.5‑2 m de altura, es poco ramificado.

#### Hojas
Las hojas del trigo tienen una forma linear-lanceolada (alargadas, rectas y terminadas en punta) con vaina, lígula y aurículas bien definidas.

#### Inflorescencia
La inflorescencia es una espiga compuesta por un raquis (eje escalonado) o tallo central de entrenudos cortos, sobre el cual van dispuestas de veinte a treinta espiguillas en forma alterna y laxa o compacta, llevando cada una nueve flores, la mayoría de las cuales abortan, rodeadas por glumas, glumillas o glumelas, lodículos o glomélulas.

#### Granos
Los granos son cariópsides que presentan forma ovalada con sus extremos redondeados. El germen sobresale en uno de ellos y en el otro hay un mechón de pelos finos. El resto del grano, denominado endospermo, es un depósito de alimentos para el embrión, que representa el 82 % del peso del grano. A lo largo de la cara ventral del grano hay una depresión (surco): una invaginación de la aleurona y todas las cubiertas. En el fondo del surco hay una zona vascular fuertemente pigmentada. El pericarpio y la testa, juntamente con la capa aleurona, conforman el salvado de trigo. El grano de trigo contiene una parte de la proteína que se llama gluten. El gluten facilita la elaboración de levaduras de alta calidad, que son necesarias en la panificación.

### Genética
La genética del trigo es más complicada que la de la mayoría de las otras especies de plantas domesticadas. La especie del trigo es un poliploide estable, que tiene más de dos conjuntos de siete cromosomas. Tanto el Triticum durum como el Triticum turgidum evolucionaron como especies de tetraploides por el cruce natural de dos especies silvestres, Triticum urartu y una especie ahora extinta, Sitopsis. El trigo común del pan (Triticum aestivum) evolucionó como una especie de hexaploide posterior hace aproximadamente 2000 años, después del cruce natural de Triticum turgidum y Aegilops taushii.
- El trigo escaña cultivada (Triticum monococcum) es Diploide (2n = 2x =14 cromosomas).[2]

- Los trigos Tetraploides (por ejemplo trigo durum) son derivados del almidonero silvestre (Triticum dicoccoides). El almidonero silvestre es el resultado de una hibridación entre dos hierbas silvestres diploides: Triticum urartu y una especie de hierba silvestre, Aegilops searsii o Aegilops speltoides. La hibridación que generó el almidonero silvestre ocurrió en tierra virgen, mucho antes de su domesticación.[8]

- Los trigos Hexaploides evolucionaron en campos cultivados. Tanto el trigo dicoccoides como el durum hibridaron con otra hierba diploide silvestre (Aegilops tauschii) para crear los trigos hexaploides (cromosomas 6x), Triticum spelta y Triticum aestivum.

La heterosis o vigor híbrido ocurre en el trigo hexaploide, pero la semilla es difícil de producir en variedades híbridas cultivadas en una escala comercial como con las flores de maíz, porque las flores del trigo son completas y normalmente se auto-polinizan. La semilla híbrida comercial del trigo se ha producido utilizando agentes químicos hibridantes, reguladores del crecimiento de la planta que intervienen selectivamente con el desarrollo de polen, u ocurriendo naturalmente en sistemas masculinos citoplasmáticos de esterilidad. El trigo híbrido ha tenido un éxito comercial limitado en Europa (especialmente en Francia), en Estados Unidos y en Sudáfrica.

### Clasificación
A nivel general, esta gramínea se clasifica de acuerdo a la textura del endospermo, porque esta característica del grano está relacionada con su forma de fraccionarse en la molturación, la cual puede ser vítrea o harinosa, y de acuerdo a la riqueza proteica, porque las propiedades de la harina y su conveniencia para diferentes objetivos están relacionadas con esta característica. De esta manera, se pueden mencionar las variedades de trigo: aestivum (harinero), aethiopicum, araraticum, boeoticum (escaña silvestre), carthlicum, compactum (club), dicoccoides (escanda), dicoccum (farro), durum, ispahanicum, karamyschevii, macha, militinae, monococcum (escaña cultivada), polonicum (polaco), repens, spelta (espelta), sphaerococcum, timopheevii, turanicum, turgidum, urartu, vavilovii y zhukovskyi.
Los trigos monococcum, dicoccum y spelta son vestidos, es decir, la lemma y pálea forman una cubierta que permanece unida al grano después de la trilla.
Las especies de trigo más importantes para el comercio son: el Triticum durum (utilizado principalmente para pastas y sémola), el Triticum aestivum (utilizado para elaborar pan) y el Triticum compactum (se utiliza para hacer galletas).

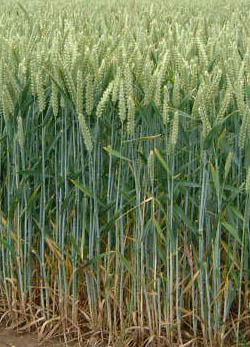
Plantación de trigo.

## Producción mundial
A nivel mundial, el mejoramiento de las técnicas de cultivo y la selección genética (por ejemplo la creación de la variedad Norin 10) ha conducido a un incremento considerable de su rendimiento, pasando de menos de 1000 kg / ha en 1900 a más de 2500 en 1990. El rendimiento del trigo en los países de América del Sur se mantiene estable con 2000 kg / ha, y África y el Cercano Oriente con 1000 kg, Egipto y Arabia Saudita alcanzan en terrenos irrigados de 3500‑4000 kg. En Europa, los rendimientos más altos son obtenidos en cultivos intensivos. El rendimiento medio ha pasado de 3000 kg / ha a 6000 kg / ha durante los últimos treinta años, logrando un crecimiento medio de 100 kg / ha / año.
Así pues, el aumento del rendimiento y de las superficies cultivadas ha llevado a un gran incremento de la producción, la cual alcanzaba 275 millones de toneladas en 1965 y 628 en 2005. El trigo es igualmente el primer cereal desde el punto de vista comercial (45 % de los intercambios totales en 1998).
Anualmente se producen 100 kg de trigo por cada habitante en el mundo. Casi toda su producción se destina a la alimentación humana. La producción mundial de trigo desde 1961 hasta 2012 fue:
| Producción Mundial de Trigo (millones de toneladas) | Producción Mundial de Trigo (millones de toneladas) | Producción Mundial de Trigo (millones de toneladas) | Producción Mundial de Trigo (millones de toneladas) | Producción Mundial de Trigo (millones de toneladas) | Producción Mundial de Trigo (millones de toneladas) | Producción Mundial de Trigo (millones de toneladas) | Producción Mundial de Trigo (millones de toneladas) | Producción Mundial de Trigo (millones de toneladas) | Producción Mundial de Trigo (millones de toneladas) | Producción Mundial de Trigo (millones de toneladas) | Producción Mundial de Trigo (millones de toneladas) | Producción Mundial de Trigo (millones de toneladas) | Producción Mundial de Trigo (millones de toneladas) | Producción Mundial de Trigo (millones de toneladas) |
| 1961                                                | 1971                                                | 1981                                                | 1991                                                | 1996                                                | 1997                                                | 1998                                                | 1999                                                | 2000                                                | 2001                                                | 2002                                                | 2003                                                | 2004                                                | 2005                                                | 2012                                                |
| --------------------------------------------------- | --------------------------------------------------- | --------------------------------------------------- | --------------------------------------------------- | --------------------------------------------------- | --------------------------------------------------- | --------------------------------------------------- | --------------------------------------------------- | --------------------------------------------------- | --------------------------------------------------- | --------------------------------------------------- | --------------------------------------------------- | --------------------------------------------------- | --------------------------------------------------- | --------------------------------------------------- |
| 222,3                                               | 347,5                                               | 449,6                                               | 546,8                                               | 585,4                                               | 613,4                                               | 593,5                                               | 587,7                                               | 586,1                                               | 590,0                                               | 574,4                                               | 561,1                                               | 629,9                                               | 628,1                                               | 674,9                                               |

### Principales países productores
El trigo puede crecer en diversidad de latitudes, climas y suelos, aunque se desarrolla mejor en zonas templadas. Debido a esto, es posible encontrar cosechas de trigo en todos los continentes.
Los principales países productores de trigo en el 2018 fueron:

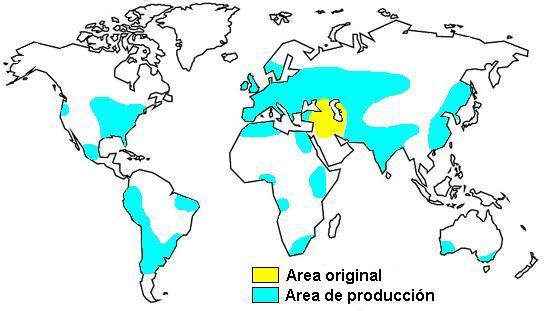
Cultivo de trigo en el mundo.

| País           | Producción  |
| -------------- | ----------- |
| Mundo          | 735 179 776 |
| China          | 131 440 500 |
| India          | 99 700 000  |
| Rusia          | 72 136 149  |
| Estados Unidos | 51 286 540  |
| Francia        | 35 798 234  |
| Canadá         | 31 769 200  |
| Pakistán       | 25 076 149  |
| Ucrania        | 24 652 840  |
| Australia      | 20 941 134  |
| Alemania       | 20 263 500  |
| Turquía        | 20 000      |
| Argentina      | 18 518 045  |
| Total mundial  | 735 179 776 |

| China                                        | 133,6 |
| India                                        | 103,6 |
| Rusia                                        | 74,5  |
| Estados Unidos                               | 52,3  |
| Francia                                      | 40,6  |
| Total mundial                                | 766   |
| Source: UN Food and Agriculture Organization |       |

## Comercio mundial
Después de la caída del precio mundial del trigo producida en el año 2010 y su rápida recuperación, el precio ha tenido una tendencia a estabilizarse en los años posteriores oscilando entre los 140 y 150 dólares estadounidenses por tonelada.
En 2011, las exportaciones de trigo ascendieron a 121,3 millones de toneladas siendo los principales países exportadores Estados Unidos (20 %), Australia (12,1 %), Francia (11,3 %) y Canadá (10,1 %), seguidos por Rusia y Ucrania.
Por otra parte, 32 países importaron en el 2002 más de 1 millón de toneladas representando un 80 % del total. Los mayores importadores de trigo fueron Italia (6,5 %), Brasil (5,5 %), España (5,3 %), Argelia (5,0 %), Japón (4,9 %), seguidos por Egipto, Indonesia, Irán, Corea del Sur, Países Bajos, Bélgica, Marruecos, entre otros.

## Consumo de trigo
El trigo generalmente es molido como harina para su utilización. Un gran porcentaje de la producción total de trigo es utilizada para el consumo humano en la elaboración de pan, galletas, tortas y pastas, otro tanto es destinado a alimentación animal y el restante se utiliza en la industria o como simiente (semilla); también se utiliza para la preparación de aditivos para la cerveza y otros licores.

### Tueste o resecación
El grano de trigo puede consumirse con el tueste y tiene un sabor muy agradable, aunque su valor nutritivo se reduce por el efecto del calor.
Este método de tratamiento consiste en retirar la humedad del grano de trigo proporcionándole calor al fuego sobre piedras, para consumirlo directamente sin elaboración culinaria. También se suele moler el grano para hacerlo polvo seco antes de consumirlo en algunas regiones de Sudamérica. En el Tíbet se tuesta el trigo antes de molerlo.

### Gachas
Es una masa muy blanda elaborada a base de harina de trigo cocida con agua y sal y aderezada con leche, miel u otros aditivos. Es un plato consumido desde el Antiguo Egipto, muy tradicional de los pastores y de la civilización griega, quienes lo consumían con aceite.
En la India y Pakistán es tradicional su elaboración a base de harina integral y de preferencia con el trigo durum. En Arabia se elabora una especie de gachas denominadas fereek a base de granos de trigo no madurados, los cuales son tostados y macerados con varillas. En Inglaterra se elaboraba antiguamente un plato llamado frumenty a base de granos de trigo entero, que se ponen en remojo y se cuecen en leche. En África es conocida una especie de gachas llamada cuzcuz o cuscús, que se elabora preferiblemente a base de sémola de trigo duro; el cuscús fue introducido en la cocina francesa a través de los restaurantes argelinos.
También son muy famosas las gachas manchegas, un plato típico español, aunque su harina, de orígenes pastoriles, era fundamentalmente hecha a base de la molienda de la almorta o guija, una legumbre del género latirus (Lathyrus sativus), con cierta toxicidad (latirismo), por lo que actualmente la harina comercial de almorta se mezcla con la de trigo.

### Pan ácimo o sin levadura
El pan ácimo o pan sin levadura se elabora mezclando harina con agua y formando la masa a la que se le añade sal y se le da forma antes de someterla a temperatura alta. En la antigüedad se utilizaban piedras o cenizas calientes como fuente de calor, pero más tarde se implementó el uso del horno.
Antes de conocer los métodos para fermentar la masa de harina de trigo, era muy popular el consumo de pan ácimo. En Arabia y el norte de África aún se elabora pan ácimo siguiendo los mismos procedimientos de hace muchos siglos. Los judíos elaboran un tipo de pan ácimo llamado matzá, el cual se consume para conmemorar la salida de los israelitas de Egipto durante la celebración conocida como Pésaj. En la India y Pakistán se preparan unas tortas integrales ácimas sin levadura llamadas chapatis. Otras variedades de pan ácimo elaboradas en Asia son las paratha y los puris, los cuales llevan algún aderezo especial.
Podría también agregarse en esta categoría un pan típico de Chile, al cual se le llama «tortilla», la cual se hace con harina, agua, sal, y grasa, y usualmente se le cuece en cenizas calientes (rescoldo), o en arena caliente.
En La Mancha son famosas las tortas cenceñas de pastor, imprescindibles para el guiso típico de los gazpachos manchegos. En la artesanía popular, se trata de grandes tortas a base de harina, sal y agua dispuestas sobre las mismas brasas y ceniza, con la ventaja de que este pan ácimo no se corrompe fácilmente en el zurrón de los pastores y labriegos durante los trasiegos de las largas estancias al aire libre.

### Pan con levadura

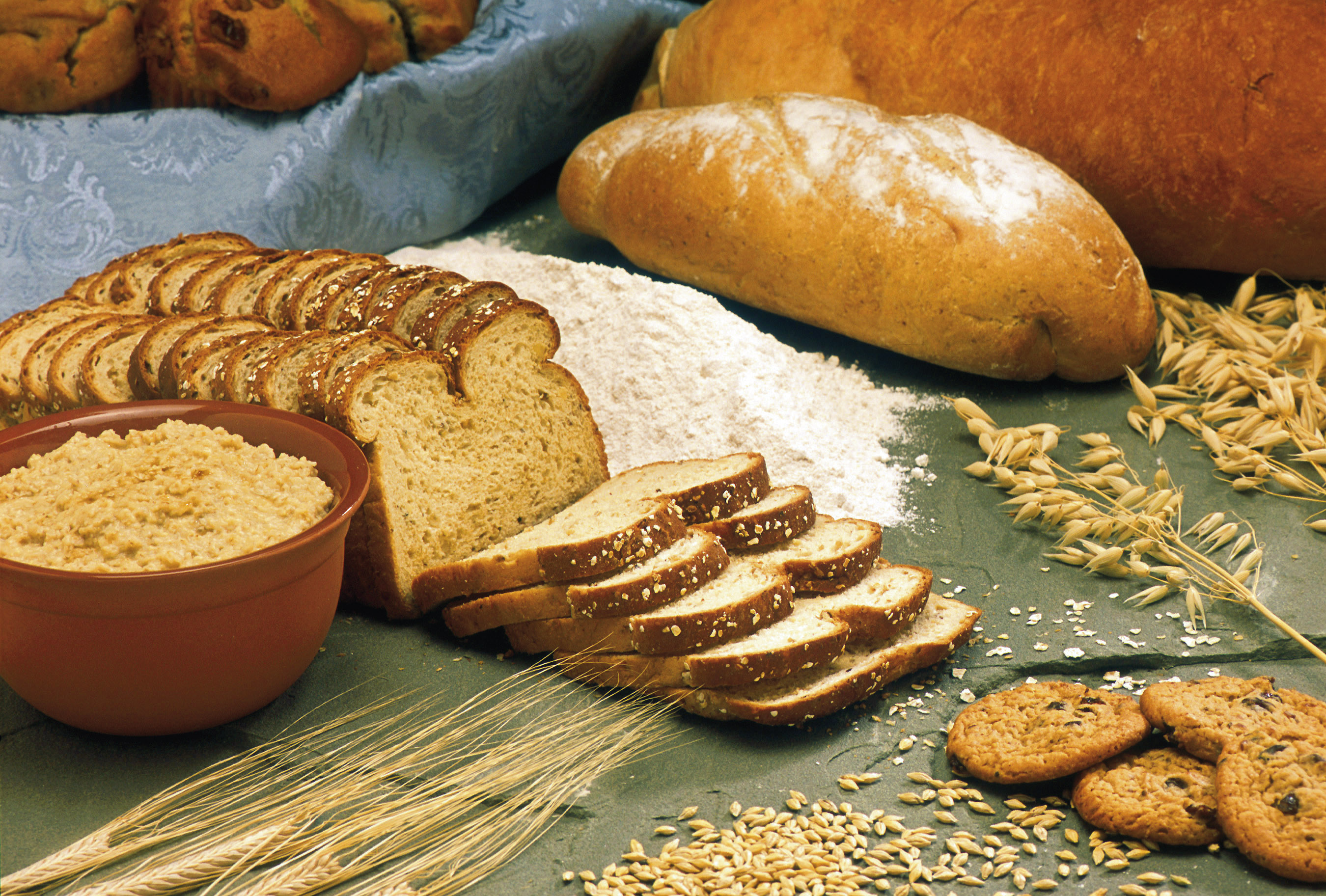
Variedades de pan.

La mayor evolución en la panificación se dio durante el antiguo Egipto, ya que ellos fueron quienes descubrieron el proceso de fermentación. Estos principios básicos no han cambiado en forma representativa a lo largo de la historia y el avance de los métodos de panadería consiste especialmente en la utilización de medios cada vez más tecnológicos para ella.
El fermento originario consistía en levaduras naturales. Las levaduras son diversos hongos microscópicos unicelulares que fermentan los hidratos de carbono en la masa de harina y agua produciendo diversas sustancias. Puede hacerse pan fermentado de cualquier clase de harina, sin embargo, si se quiere que la masa crezca y proporcione un bollo de pan poroso y ligero, la harina ha de tener fuerza, lo cual en este caso es equivalente a tener capacidad para absorber el agua, esto depende de un mayor contenido de gluten y de la naturaleza de sus proteínas. La adición de sal influye en la actividad de las enzimas y en la estructura de la masa.
Hay pan que se elabora con la adición de diversas sustancias químicas que le brindan a la harina un tratamiento especial. Durante el siglo XVIII se utilizó el alumbre como aditivo de la harina en diversos países de Europa como Inglaterra, ya que su uso permite que el pan sea más blanco, tenga un mayor tamaño y presente una textura más blanda, sin embargo fue rechazada por los consumidores por el origen de esta sustancia, lo que produjo su prohibición. Más recientemente se han utilizado otras sustancias como el ácido ascórbico, el bromato potásico, el persulfato amónico, el fosfato monocálcico, el dióxido de cloro y el peróxido de benzoilo, los cuales provocan un envejecimiento artificial a la harina y mejoran las cualidades que convienen para la cocción.
El pan fermentado tiene muchas variedades en diversas regiones del mundo. En el mundo árabe, el pan más corriente es el Balady, que es redondo y aplastado y tiene un sabor particular ya que para fermentar la masa de harina de alta extracción se utiliza una porción de la masa anterior. También es muy popular en Arabia el pan de Tannour cuyo aspecto es mucho más delgado, se utiliza harina de alta extracción aunque no es tan importante su contenido de gluten por lo que la harina de trigo suele mezclarse con otros cereales para su preparación.
Actualmente es generalizado en Norteamérica agregar leche en polvo a la harina para elaborar el pan, la cual influye en el sabor del pan y aporta nutrientes como lisina, calcio y riboflavina. En otras regiones como Israel se suele añadir harina de soya. En algunas partes de Europa la harina de trigo se mezcla con harina de centeno para la preparación del pan o bien, se puede utilizar solamente esta última ya que el centeno es un cereal que también contiene gluten (pan de centeno).

### Galletas
Las galletas son elaboradas de masa cocida de harina de trigo con una pequeña cantidad de agua. El trigo utilizado para las galletas es la variedad Compactum (también conocida como Club), el cual es débil debido a que tiene muy poca cantidad de gluten y de proteína y casi siempre es de baja extracción. La mayor producción de este tipo de trigo se da en el Reino Unido, el cual es un importante fabricante de galletas a nivel mundial.
Existen testimonios de que los asirios elaboraban galletas en recipientes de barro y a su alrededor colocaban brasas o piedras calientes. En el antiguo Egipto se elaboraban unas galletas llamadas Shayt, las cuales se encuentran representadas en las pinturas encontradas en la tumba de Rekhmire en Tebas. En Grecia se elaboraba el Dipyre que era una masa de pan que se cocía dos veces y en Roma la galleta se vuelve un alimento popular de las legiones romanas. Durante la Edad Media es muy común el consumo de galletas como pasabocas y para acompañar licores, en inglés y francés se hace común la denominación biscuits que proviene del vocablo latín bes quis o bizcocho en español, que significan «cocido dos veces».
Algunas galletas requieren la adición de levadura artificial. También suele añadirse azúcar y algo de mantequilla u otra grasa. Actualmente también se pueden encontrar galletas con cobertura de chocolate, jengibre, vainilla y otros ingredientes.

### Pastas alimenticias
Las pastas son alimentos elaborados a base de sémola de trigo mezclada con agua y a la cual se le puede añadir huevo, sal u otros ingredientes, conformando un producto que se cuece en agua hirviendo. La elaboración de pastas alimenticias a base de trigo es una práctica antigua, que se sigue especialmente en los países donde se cultiva el trigo. Regularmente se utiliza la variedad de trigo Durum para su elaboración, por lo que es de un alto valor nutritivo, aunque en lugares como Italia (en donde el consumo de pasta es el más elevado del mundo) se hacen de harina de trigo duro sola o mezclada con harina candeal dura en proporciones iguales. En Francia, una ley preceptúa que los macarrones y productos similares solo pueden hacerse de sémola de trigo duro. Entre los demás países de gran consumo por habitante de pastas alimenticias figuran Uruguay, Argentina, Venezuela, Túnez, Grecia, Suiza, Suecia y EE. UU..

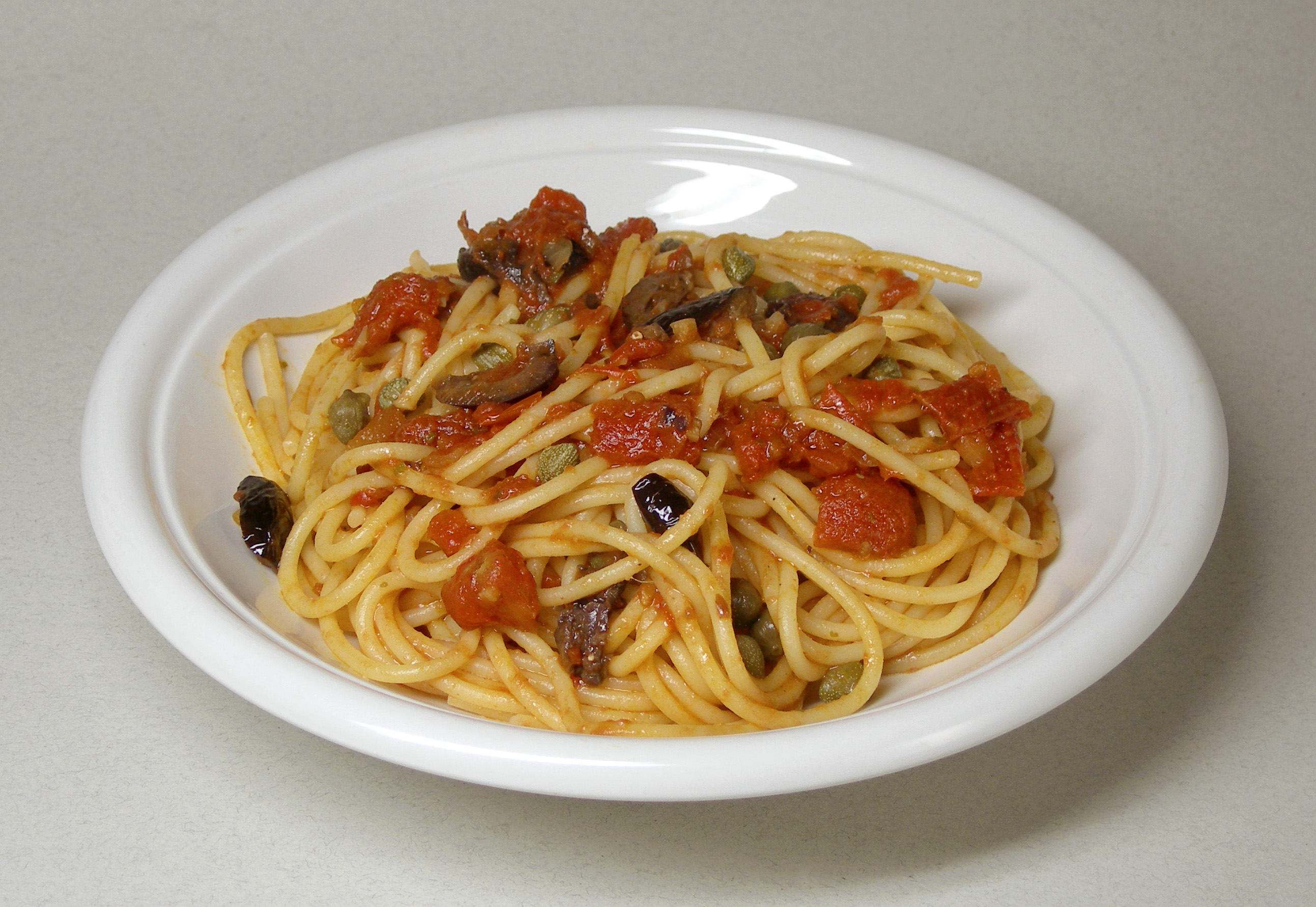
Pastas alimenticias.

En Asia la producción de pastas de trigo es una industria rural, a pesar del crecimiento de la producción industrial en gran escala de las pastas alimenticias. Los tallarines y los fideos en China y los fideos en India se elaboran con instrumentos sencillos. En Japón se consume una variedad de pasta, tallarines o noodles. que se elaboran a base de arroz o trigo y adicionando otros ingredientes como: Huevos, algas o el famoso Kansuii es un tipo de agua que contiene altas concentraciones de carbonato de potasio, carbonato de sodio y una ligera cantidad de ácido fosfórico.
En algunos países como Estados Unidos se han adoptado normas para el enriquecimiento de los macarrones, el espagueti y otras pastas alimenticias. Estos niveles de enriquecimiento suelen ser mayores que los de la harina de trigo debido a que estos deben cocinarse en agua abundante para su preparación y este proceso puede hacerle perder algunos nutrientes

### «Carne vegetal»
Desde el Lejano Oriente, particularmente desde la China y el Japón se ha difundido un alimento de alto valor proteíco basado en el gluten del trigo, tal alimento por su consistencia, aspecto al ser cocinado y por la mencionada alta cantidad de proteínas es llamado «carne vegetal» o seitán.

### Cereales listos para consumir
La elaboración de productos a base de cereales listos para el desayuno ha obtenido una creciente importancia en los últimos años. Un gran número de ellos es elaborado a base del endospermo de trigo, maíz, arroz o avena. A veces el endospermo simplemente se rompe o se prensa y algunas veces se tuesta para dar cereales como harina o avena para ser cocinados antes de consumirlos.
Los cereales denominados «listos para consumir» (ready to eat, RTE) han tenido una gran aceptación y popularidad entre los consumidores desde mediados del siglo XX. Para su elaboración se quiebra o muele el endospermo, convirtiéndolo luego en hojuelas mediante la compresión de las partículas entre rodillos. En el caso del trigo se hace casi siempre de granos enteros de trigo o de harina de alta extracción. Otras veces el grano molido se extruye para darle diferentes formas, o bien se conserva el endospermo intacto para que se le esponje, como en el caso del arroz. El cereal extruido con diversas formas, esponjado o en hojuelas se tuesta en un horno y debe secarse con el fin de adquirir su sabor tostado y su textura crujiente y quebradiza característica. En muchos casos, esto exige que el cereal sea desecado hasta una humedad del 3 a 5 % en su forma final, lista para su consumo.
El desarrollo de estos cereales surge a finales del siglo XIX cuando los médicos William Keith Kellogg y su hermano John Harvey Kellogg de la ciudad de Battle Creek (Estados Unidos), seguidores de las creencias adventistas de vida sana consistentes en abstención al alcohol, tabaco y carne, descubren el proceso de temperado en el trigo y posteriormente inventan un método de procesamiento de los cereales que incluye cocido, temperado, laminado y tostado del grano para obtener hojuelas tostadas, un alimento liviano que contrarrestaba las costumbres de aquella época de alimentos cargados de grasas. Inicialmente los cereales de los hermanos Kellogg solo se producían para la dieta alimenticia de los pacientes del hospital Battle Creek Sanitarium y posteriormente comienza a venderse a los consumidores en general en 1906, cuando es fundada la compañía The Battle Creek Toasted Corn Flakes Company (hoy The Kellogg Company), cuyo producto era muy reconocido porque el mismo Dr. W. K. Kellogg estampaba su firma en cada una de las cajas en las que se empacaba el producto y porque desde su origen se comenzó a comercializar con la sugerencia de servirlo en leche para su consumo. Actualmente otras industrias alimenticias como Quaker y Nestlé ofrecen variedades de este producto.

### Cerveza
La cerveza es una bebida alcohólica obtenida de granos de cereal fermentados y aromatizados con lúpulo. La elaboración de la cerveza se inició en forma simultánea a la elaboración del pan. El uso de trigo para la elaboración de esta bebida es común en muchos países.
La cerveza a base de trigo y cebada tipo Weissbier tiene principalmente dos variedades: la Witbier en Bélgica y la Weizenbier en Alemania, la cual tiene variantes en diversas regiones del país.
La cerveza de trigo tipo Lambic se elabora en Bélgica empleando levaduras silvestres obtenidas por fermentación espontánea.

## Enfermedades del trigo
El trigo es susceptible a más enfermedades que cualquiera de los demás granos, y, en las estaciones húmedas las pérdidas más grandes se producen debido a la patología de otros cereales que afecta a la planta de trigo.
La planta de trigo puede ser afectada principalmente por enfermedades provenientes de bacterias, hongos, parásitos o por virus.
El trigo además puede sufrir del ataque de insectos en la raíz; también puede sufrir del ataque de plagas que afectan principalmente la hoja o la paja (cascarilla del grano), y que finalmente privan al grano del alimento suficiente; con mayor gravedad también puede ser afectado por la Fusariosis, que es un efecto de la presencia de moho en la espiga, la cual se manifiesta principalmente en la decoloración de la planta y la Septoriosis, que es un hongo que aparece en las semillas y se extiende a las hojas y el tejido verde de la planta.
En su almacenamiento, el grano de trigo también puede ser atacado por cuatro tipos de plagas: los insectos (principalmente gorgojos y polillas), los microorganismos (principalmente hongos y bacterias por efecto de la temperatura y la humedad), los roedores y los pájaros, cualquiera de ellos puede contaminar el producto e impedir su consumo.

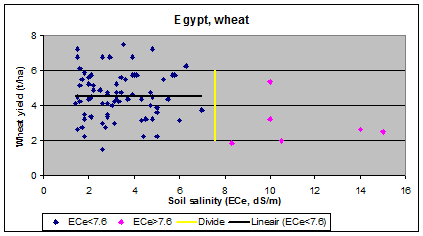
El cultivo de trigo regado en el Delta del Río Nilo tiene una tolerancia a la salinidad del suelo de ECe=7.6 dS/m. A valores más grandes de ECe el rendimiento se reduce.

## Tolerancia a la salinidad
En muchas áreas regadas surge el problema de los suelos salinos, razón por la cual se hacen esfuerzos de elevar la tolerancia del trigo a la salinidad del suelo  (Munns et al.).
La salinidad del suelo a menudo se mide como la conductividad eléctrica (EC) del extracto de una muestra de suelo saturado de agua (ECe). Las unidades de EC normalmente se expresan en millimho/cm o en dS/m (deci-Siemens por metro).
En la figura el valor crítico de ECe=7.6 dS/m muestra que este trigo posee un tolerancia moderada.

## El trigo y la literatura
Desde la antigüedad, el trigo es uno de los cultivos que más aparece en la literatura, en especial, en el mundo occidental. Citemos como ejemplo, un párrafo de la obra El amor de los amores de Ricardo León, no solo por sus valores literarios sino por la magnífica síntesis que hace de todas las tareas que tradicionalmente tienen que ver con la producción de este cereal:

Yo he visto las yuntas perezosas, labrando la besana y hender la reja el húmedo terruño, y caer, como una lluvia de oro, la simiente; he visto verdear la mies y encorvarse al batir el viento y madurar al sol, caer al filo de las hoces, yacer agavillada en los surcos, bambolearse en los carros gemidores y desbordarse en las eras, crujir bajo los trillos, molerse en la aceña, tostarse en el horno, convertirse en blanquísimas hogazas...
León, Ricardo (1910) El amor de los amores. Madrid: Editorial Renacimiento, p.59

Según José Echegaray, en el siglo XIX el trigo en España tenía una cantidad de variedades y nombres comunes tales como «Trigo Alonso, Mocho, Alonso y semental, Marrueco, Andaluz, Moñino,  Alaga, Mezcladizo,  Asaró, Morcajo, Arcinegro, Marroquí,  Arroz, Mayor, Azul,  Mallorquín de Seiches, Azulejo, Azul o negro,  de Monte, Bascuñana, Marzal,  Blanco,  Mahoma,  Blanco mocho,  Mocho inglés, Blanco común, Morillo, Blanquillo,  Moruno,  Blanco cañívano,  Macho,  Blanquillo rojo,  Marcero,  Blat fidené,  Macolo,  Barbilla,  Negro,  Blancal,  Negrillo,  Barrado,  Negro azulado,  Boroñón,  de Niza,  Baltornón, de Nam,  Blanco de Flandes,  de Oxford,  Brujo mocho,  Pelado,  Candeal,  Platilla,  Candeal abarbillado,  Peladillo,  Cañívano,  Piche,  Castro, Piel de buey, Chamorro, Pardon de Verneses,  Claro,  Portugués», entre otros muchos.

## Normativa

### España
En España, está regulado por el Real decreto 1615/2010, de 7 de diciembre, por el que se aprueba la norma de calidad del trigo
y la orden del 31 de enero de 1977 por la que se establecen los métodos oficiales de análisis de aceites y grasas, cereales y derivados, productos lácteos y productos derivados de la uva.

## Enfermedades relacionadas con el consumo del trigo
Las principales enfermedades relacionadas con el consumo de trigo se denominan actualmente «trastornos relacionados con el gluten». Se desaconseja utilizar el término «intolerancia al gluten», por su falta de precisión. Se reconocen tres formas principales de los trastornos relacionados con el gluten:
1. la alergia al trigo, que es el trastorno menos frecuente;
2. la forma autoinmune (que incluye la enfermedad celíaca, la dermatitis herpetiforme y la ataxia por gluten); y
3. la sensibilidad al gluten no celíaca, actualmente el trastorno más frecuente relacionado con el consumo de gluten.

Aunque el trigo no es la única fuente de gluten es, con mucho, la principal de ellas. Otros cereales, por su proximidad taxonómica, contienen péptidos homólogos, que también resultan tóxicos para las personas con predisposición genética: cebada (hordeínas), centeno (secalinas) y avena (aveninas), y cualquiera de sus variedades e híbridos (espelta, escanda, kamut, triticale...).
Aunque la enfermedad celíaca es conocida desde los siglos I y II d. C.,
su conocimiento científico y su tratamiento médico solo se han venido desarrollando durante el siglo XX (especialmente a fines de ese siglo) y el actual.
El trigo y otros cereales relacionados contienen antinutrientes como el gluten y las lectinas, que pueden causar inflamación crónica y enfermedades autoinmunes (aquellas en las que el sistema inmunitario ataca y destruye a los propios órganos y tejidos corporales). Tanto la gliadina (un componente del gluten) como la aglutinina del germen de trigo (una lectina) pueden aumentar la permeabilidad intestinal y activar el sistema inmunitario. Este proceso no se limita a las personas con enfermedad celíaca, sino que se ha demostrado que la gliadina aumenta la permeabilidad intestinal tanto en personas con enfermedad celíaca como en personas no celíacas. El aumento de la permeabilidad intestinal se relaciona con enfermedades autoinmunes, tales como la diabetes tipo 1, la artritis reumatoide y la esclerosis múltiple, y con enfermedades relacionadas con la inflamación crónica, tales como la enfermedad inflamatoria intestinal, el asma, el síndrome de fatiga crónica y la depresión, entre otras.
El gluten es capaz de atravesar tanto la barrera intestinal como la barrera hematoencefálica, tal como se ha demostrado en estudios en roedores y por la presencia de anticuerpos antitransglutaminasa 6 en el cerebro de personas con ataxia por gluten. El trigo moderno, que es el más empleado y el que produce un pan de mejor calidad desde el punto de vista funcional, presenta una mayor capacidad citotóxica e inmunogénica, con un contenido de gluten muy elevado (80-90 % del total de las proteínas).
Neurogluten es el término empleado para referirse a los diversos trastornos neurológicos causados por el consumo de gluten, es decir, aquellos que afectan a algún órgano o tejido del sistema nervioso. Pueden desarrollarse independientemente de la predisposición genética y de la presencia o ausencia de síntomas digestivos o de lesión intestinal, es decir, tanto en celíacos como en no celíacos.
Las primeras descripciones sobre neurogluten se remontan a 1966, siendo la ataxia por gluten el trastorno mejor conocido y más estudiado. Otros trastornos neurológicos o psiquiátricos que actualmente se están relacionando en algunos casos con el neurogluten incluyen la neuropatía periférica, la epilepsia la esclerosis múltiple, la demencia, la esquizofrenia, el autismo, la hiperactividad, el trastorno obsesivo-compulsivo, las alucinaciones («psicosis por gluten»). y la parálisis cerebral.

## Genoma de referencia del trigo harinero
El Consorcio Internacional de Secuenciación del Genoma del Trigo (IWGSC, por sus siglas en inglés) ha publicado un genoma de referencia extensamente anotado de la especie Triticum aestivum var. Chinese Spring, una variedad del trigo harinero, con información al respecto en su página web y el artículo publicado el 17 de agosto de 2018. El genoma de referencia, IWGSC RefSeq v1.0, ha supuesto la culminación de 13 años de trabajo desde el establecimiento del IWGSC en 2005. Este logro ha finalizado la primera fase del proyecto IWGSC y el comienzo de la segunda fase, que se centrará en desarrollar nuevos genomas de referencia para las variedades y cultivares más relevantes de la misma especie. Estos nuevos avances en el conocimiento de la genética y genómica del trigo ayudarán a los mejoradores vegetales (véase mejora vegetal) a acelerar el desarrollo de nuevas variedades, con el fin de establecer un equilibrio entre la demanda internacional y el impacto ambiental asociados al futuro crecimiento de la población mundial.

### Ensamblaje y anotación del genoma
El genoma de referencia IWGSC RefSeq v1.0 es el resultado de la integración de datos provenientes de estudios previos sobre secuencias de referencia, mapas físicos de cada cromosoma y un trabajo de ensamblaje de genoma completo (WGA, Whole Genome Assembly en inglés); todos ellos realizados por distintos grupos del IWGSC.
Los investigadores encontraron dificultades a la hora de ensamblar el genoma debido a varios factores:
1. Genoma poliploide: hay tres subgenomas distintos en una misma célula (llamados subgenomas A, B y D), pero las diferencias no son tan evidentes como para asignar fácilmente secuencias concretas a cada subgenoma.[82]
2. Tamaño del genoma: en su estado triploide (3n = 21; hay un solo juego de cromosomas por subgenoma) el genoma tiene un tamaño total de 16 Gb, cinco veces mayor que el genoma humano.[82]
3. Secuencias repetitivas: el 85 % del genoma es ADN repetido en tándem y disperso,[82] lo cual dificulta las labores de secuenciación y ensamblaje.

Las primeras aproximaciones que se llevaron a cabo para secuenciar y ensamblar el genoma fueron:
1. Estudio de secuencia cromosómica (CSS en inglés, Chromosome Survey Sequence):[83] se secuenciaron 124.201 loci génicos, útiles para esclarecer la dinámica evolutiva del genoma con base en episodios de pérdida y ganancia de genes o eventos de duplicación. Sin embargo, el estudio tenía poca cobertura (se ensamblaron 10 Gb) y faltaba anotación de regulación génica.[82]
2. Ensamblajes de genoma completo previos:[84][85][86] aportaron cierta continuidad (posición física de secuencias) pero seguían faltos de anotación y elementos intergénicos.

El proyecto final de ensamblaje y anotación del genoma de referencia IWGSC RefSeq v1.0 se realizó con tecnología Illumina empleando el software NRGene deNovoMagic2.

#### Resultados del ensamblaje y anotación deIWGSC RefSeq v1.0
Se ensambló un 97 % (14.5 Gb) del genoma en forma de cóntigos y supercóntigos (scaffolds). 13.8 Gb estaban conformadas por supercóntigos bien orientados (se situaron a lo largo de los 21 cromosomas de manera ordenada) y 481 Mb quedaron sin orientar. Estas últimas bases se agruparon en un cromosoma independiente al que llamaron unassigned chromosome (ChrUn).
Respecto a la anotación, se clasificaron los elementos genómicos en dos categorías: elementos génicos y elementos intergénicos. Los primeros engloban genes codificadores de proteínas y pseudogenes, mientras que los segundos engloban elementos transponibles, ARN no codificante y centrómeros.
Secuenciaron e identificaron 35.345 genes codificadores de proteínas del subgenoma A, 35.643 del B y 34.212 del D, sin encontrar diferencias significativas en cuestión de número de genes en los tres subgenomas. Sin embargo, aún quedan genes codificadores de proteínas por identificar. En cuanto al número de pseudogenes, se observó que existen diferencias significativas en el número presente en el subgenoma D. Esto podría deberse a los 390.000 años, aproximadamente, que evolucionaron de manera independiente los genomas A y B en la especie tetraploide ancestral y el genoma D en la especie diploide ancestral de T. aestivum. 
Los elementos transponibles más representativos del genoma de T. aestivum son retrotransposones de tipo Gypsy y Copia, encontrándose la misma diferencia significativa entre los subgenomas A/B y D. Descubrieron 8 nuevas familias de miARN y posicionaron los centrómeros en cada uno de los 21 cromosomas.

### Aplicación en mejora vegetal
Los autores del trabajo, llevaron a cabo un experimento orientado a mejora vegetal del trigo, en concreto a floración, carácter muy a tener en cuenta a la hora de poner a punto un cultivo vegetal. La finalidad del experimento consistió en ejemplificar una de las aplicaciones del genoma de referencia recién ensamblado y anotado. 
Se realizó un estudio de homología de secuencias en el que se encontró un gen (TaAGL33) de T. aestivum ortólogo al gen de floración FLC (Flowering Locus C) de Arabidopsis thaliana. Se sabe que este gen de floración actúa como represor de la floración y su expresión depende de la temperatura. A bajas temperaturas, la expresión de FLC disminuye y se promueve la floración de Arabidopsis thaliana. Se empleó la tecnología CRISPR/Cas9 para modificar el gen ortólogo y generar una serie de mutantes knock-out para dicho gen. Se pudo comprobar que en uno de los mutantes el tiempo de floración disminuía significativamente unos pocos días, sin embargo, se concluye que deberían realizarse nuevos experimentos de mejora vegetal teniendo en cuenta otros elementos genómicos; ya que se trata de un estudio preliminar para dar a conocer la importancia que tiene disponer de un genoma de referencia bien anotado.